# (3552) Don Quixote
(3552) Don Quixote – obiekt astronomiczny sklasyfikowany jako planetoida z grupy Amora o kometarnym pochodzeniu. Należy do obiektów bliskich Ziemi. Okrąża Słońce w ciągu 8 lat i 265 dni w średniej odległości 4,24 j.a. Ma średnicę około 19 kilometrów.

## Nazwa i odkrycie
Obiekt został odkryty 26 września 1983 w Observatorium Zimmerwald przez Paula Wilda i sklasyfikowany jako planetoida. W momencie odkrycia otrzymał oznaczenie 1983 SA („1983” oznacza rok odkrycia, „S” wskazuje, że planetoida została odkryta pomiędzy 16 a 30 września, „A” to pierwsza planetoida odkryta w tym okresie). Po potwierdzeniu jej odkrycia planetoida została nazwana „Don Quixote” od tytułowego bohatera powieści Don Kichot. Przed nadaniem nazwy planetoida nosiła oznaczenie tymczasowe (3552) 1983 SA.

## Charakterystyka fizyczna
Po jej odkryciu obiekt został zaklasyfikowany jako planetoida należąca do grupy Amora.
Uważano, że jest to tzw. wygasła kometa (kometa, która straciła otaczającą ją otoczkę lodową), co było sugerowane między innymi przez jej nietypową orbitę. W czasie jej ruchu orbitalnego obiekt zbliża się do Ziemi na odległość około 0,3 j.a., co czyni go tzw. obiektem bliskim Ziemi, ale jego orbita sięga także poza Jowisza.
Dodatkowa analiza danych obserwacyjnych zgromadzonych w 2009, kiedy obiekt znajdował się w peryhelium odkryła, że rzekoma wygasła kometa w rzeczywistości posiada bardzo słabą komę i ogon, co wskazuje na to, że jest to normalna, aktywna kometa.